# Sir - Cenerentola a Mumbai
Sir - Cenerentola a Mumbai (Sir) è un film del 2018 diretto da Rohena Gera. 

## Trama
Ratna è una domestica che lavora per un ricco architetto di nome Ashwin. Quando il matrimonio combinato di quest'ultimo salta, la donna lo supporterà facendoli avvicinare.

## Distribuzione
Il film è stato distribuito nelle sale cinematografiche italiane a partire dal 20 giugno 2019.